# Ramón Díaz Sánchez
Ramón Díaz Sánchez (Puerto Cabello, 14 de agosto de 1903-Caracas, 8 de noviembre de 1968) fue un escritor, periodista y político venezolano conocido por sus novelas de corte social Mene (1936), Cumboto (1947), Casandra (1957) y Borburata (1960). En su obra refleja la crisis de transformación y crecimiento en la primera mitad del siglo XX en Venezuela. En 1946 ganó el Concurso de Cuentos de El Nacional con el relato "La virgen no tiene cara" y en 1952 fue galardonado con el Premio Nacional de Literatura con la obra Guzmán: elipse de una ambición de poder.  

## Biografía
Hijo de Ramón C. Díaz y de Rosario Sánchez. Se inicia en la literatura con el trabajo periodístico en el Boletín de Noticias y El Estandarte, de Puerto Cabello (1920-1924). Participa en la creación del grupo literario «Seremos» en 1925, el cual adopta una actitud crítica ante la dictadura de Juan Vicente Gómez, por lo cual permanece preso entre 1928 y 1929, una vez liberado se residencia en Cabimas donde desempeña el cargo de juez municipal entre 1930 y 1935.
En 1937 es junto a Manuel Egaña, Pastor Oropeza y Aurelio Arreaza Arreaza, Arturo Uslar Pietri y Manuel Felipe Rugeles, uno de los promotores del Partido Agrario Nacional, de muy corta duración. Residenciado en Caracas, es nombrado jefe de publicaciones del Ministerio de Agricultura y Cría en 1937 hasta 1939, después es director de Gabinete del Ministerio de Educación de 1940 a 1941 y director de la Oficina Nacional de Prensa de 1942 a 1943. Es electo diputado por el estado Carabobo en 1943, cargo que ocupa hasta el golpe de Estado en Venezuela de 1945.

## Obra
La novela Mene publicada en 1936 es una narración sobre la aparición del petróleo en el medio rural construida con diálogos de personajes de extracción popular, es considerada como su mejor obra. En Casandra (1957) volvió al tema del petróleo, incorporando al propio autor en el universo narrativo, mediante el recurso de un diálogo entre él y uno de los descendientes de un personaje de Mene. Cumboto (1947) es una novela relatada por un criado negro, con la que el autor ganó el Premio William Faulkner en Estados Unidos, La obra refleja la tensión social entre blancos y negros aún después de declarada la abolición de la esclavitud. Lo hace de la mano de Don Federico, el último de una familia de terratenientes que contó con grandes riquezas en el pasado, y Natividad, su sirviente negro, que ha sido su único amigo desde la infancia. Su última novela  Borburata (1960) , centrada en el mundo del cacao y el café, está narrada desde el punto de vista de una mujer. La prosa del autor se enriquece con la combinación de hechos históricos y ficticios.
Sus cuentos, recogidos en Caminos del amanecer (1941) y La Virgen no tiene cara y otros cuentos (1951), retoman la temática de las novelas. Entre sus ensayos históricos cabe destacar Guzmán, elipse de una ambición de poder (1950), una biografía de Antonio Leocadio Guzmán en la que la crítica ha visto una renovación del género en Venezuela, y Teresa de la Parra (1954), ensayo precursor de la recepción crítica de esta escritora en Venezuela.

## Reconocimiento
El 9 de febrero de 1974 el entonces Presidente de Venezuela, Rafael Caldera inaugura personalmente el Ciclo Básico "Ramón Díaz Sánchez" (hoy Unidad Educativa Nacional "Ramón Díaz Sánchez"), institución educativa ubicada en la parroquia Caricuao de Caracas.